# 海幢街道
海幢街道是中国广东省广州市海珠区下辖的一个街道，位于海珠区西北部，下设14个社区居委会。辖区总面积1.45平方公里，常住人口8.9万人，外来人口2.1万人。辖区内有海幢寺等旅游景点。

## 下设社区
永龙社区、杏坛社区、同庆社区、福仁社区、蒙圣社区、南村社区、宏宇社区、仁厚直社区、宝贤社区、宝玉直社区、堑口社区、百睦社区、南华中社区、寺前社区。